# Apanthuroides
Apanthuroides är ett släkte av kräftdjur. Apanthuroides ingår i familjen Anthuridae.
Kladogram enligt Catalogue of Life:
| Apanthuroides | \| \| Apanthuroides aldabrae \| \| \| \| \| \| Apanthuroides calculosa \| \| \| \| \| \| Apanthuroides coralliophilus \| \| \| \| \| \| Apanthuroides fijiensis \| \| \| \| \| \| Apanthuroides foveolata \| \| \| \| \| \| Apanthuroides mediterranea \| \| \| \| \| \| Apanthuroides millae \| \| \| \| \| \| Apanthuroides spathulicauda \| \| \| \| |
|               | \| \| Apanthuroides aldabrae \| \| \| \| \| \| Apanthuroides calculosa \| \| \| \| \| \| Apanthuroides coralliophilus \| \| \| \| \| \| Apanthuroides fijiensis \| \| \| \| \| \| Apanthuroides foveolata \| \| \| \| \| \| Apanthuroides mediterranea \| \| \| \| \| \| Apanthuroides millae \| \| \| \| \| \| Apanthuroides spathulicauda \| \| \| \| |
|               | Amakusanthura |
|               | |
|               | Anthura |
|               | |
|               | Apanthura |
|               | |
|               | Apanthuropsis |
|               | |
|               | Caenanthura |
|               | |
|               | Cetanthura |
|               | |
|               | Chelanthura |
|               | |
|               | Cortezura |
|               | |
|               | Cyathura |
|               | |
|               | Exallanthura |
|               | |
|               | Haliophasma |
|               | |
|               | Indanthura |
|               | |
|               | Leipanthura |
|               | |
|               | Malacanthura |
|               | |
|               | Mesanthura |
|               | |
|               | Nemanthura |
|               | |
|               | Notanthura |
|               | |
|               | Pendanthura |
|               | |
|               | Pilosanthura |
|               | |
|               | Ptilanthura |
|               | |
|               | Quantanthura |
|               | |
|               | Sauranthura |
|               | |
|               | Skuphonura |
|               | |
|               | Stygocyathura |
|               | |
|               | Apanthuroides aldabrae |
|               | |
|               | Apanthuroides calculosa |
|               | |
|               | Apanthuroides coralliophilus |
|               | |
|               | Apanthuroides fijiensis |
|               | |
|               | Apanthuroides foveolata |
|               | |
|               | Apanthuroides mediterranea |
|               | |
|               | Apanthuroides millae |
|               | |
|               | Apanthuroides spathulicauda |
|               | |

|  | Apanthuroides aldabrae       |
|  |                              |
|  | Apanthuroides calculosa      |
|  |                              |
|  | Apanthuroides coralliophilus |
|  |                              |
|  | Apanthuroides fijiensis      |
|  |                              |
|  | Apanthuroides foveolata      |
|  |                              |
|  | Apanthuroides mediterranea   |
|  |                              |
|  | Apanthuroides millae         |
|  |                              |
|  | Apanthuroides spathulicauda  |
|  |                              |